# Ljubav je
«Ljubav je» —en español: «El amor es»— es una canción compuesta por Almir Ajanović y Jasmin Fazlić Jala, e interpretada por los cantantes Dalal Midhat y Deen junto a la violonchelista croata Ana Rucner y el rapero Jala. Fue elegida para representar a Bosnia y Herzegovina en el Festival de la Canción de Eurovisión de 2016 mediante una elección interna.

## Festival de Eurovisión

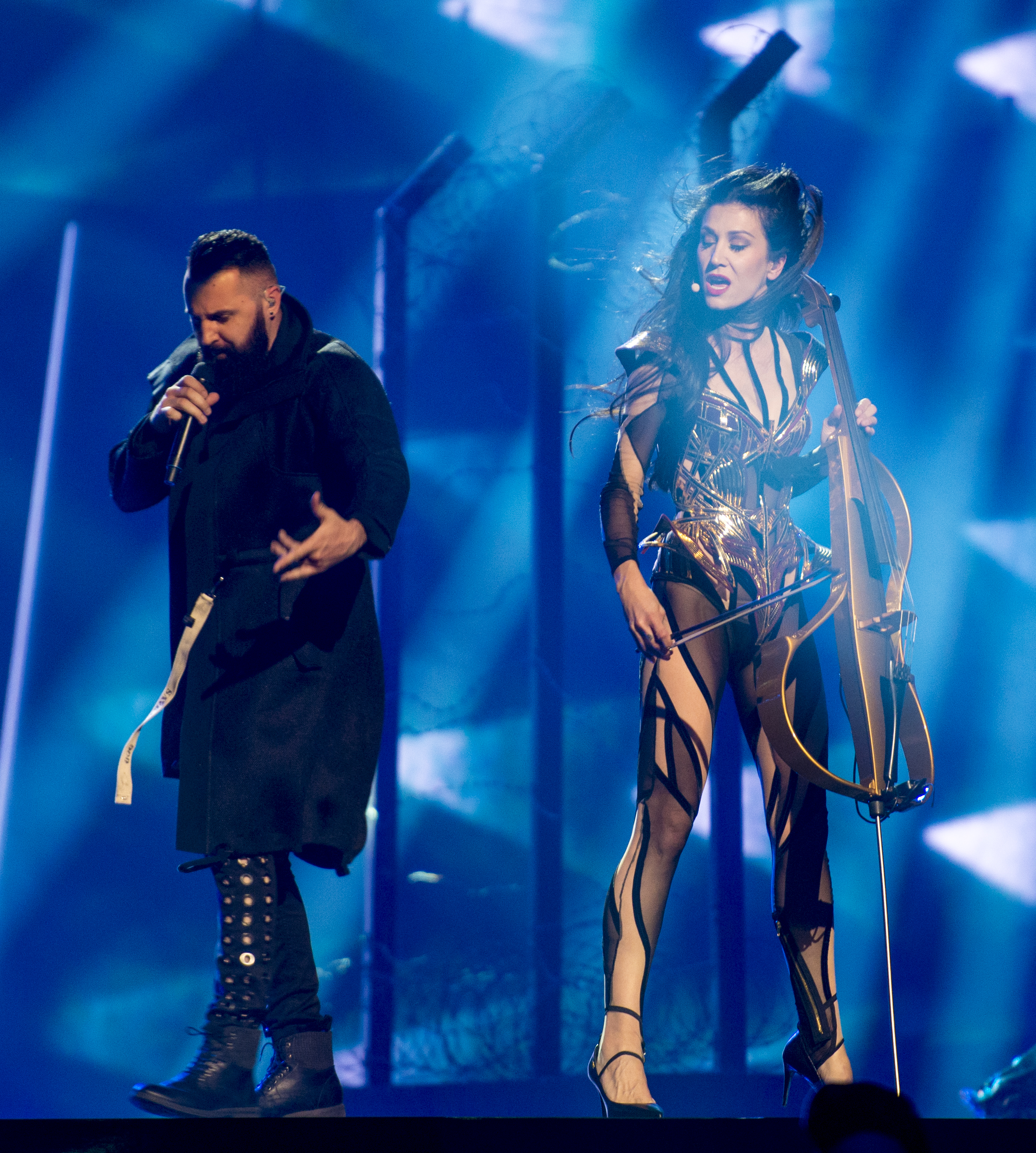
Ana Rucner (derecha) y Jala (izquierda) interpretando la canción durante el Festival de la Canción de Eurovisión 2016.

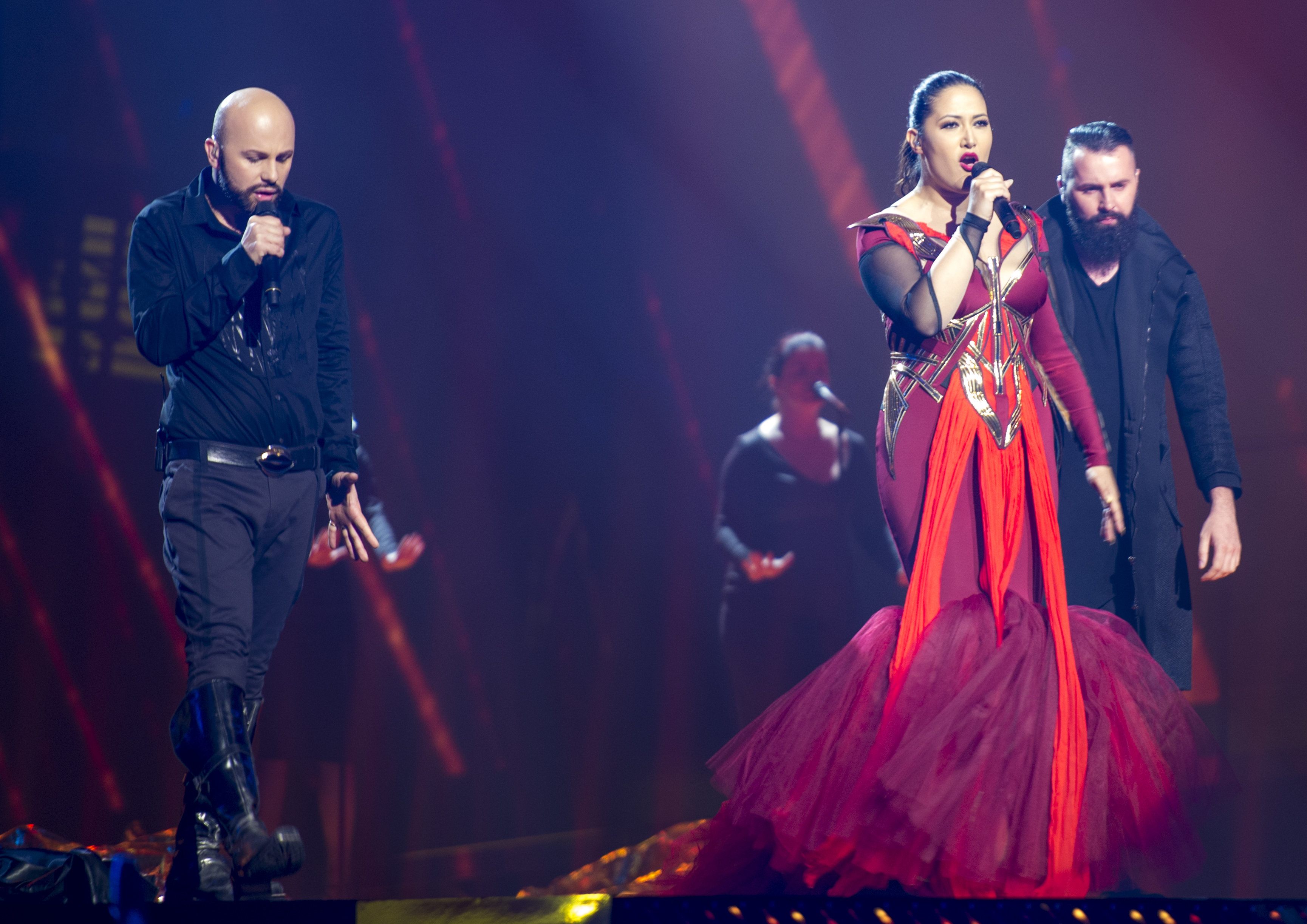
Dalal (derecha) y Deen (izquierda) interpretando la canción durante el Festival de la Canción de Eurovisión 2016.

### Elección interna
El 25 de noviembre de 2015, el locutor de la Radiotelevisión de Bosnia y Herzegovina anunció que habían elegido internamente a Dalal Midhat y a Deen para representar a Bosnia y Herzegovina en el Festival de la Canción de Eurovisión de 2016 en Estocolmo. El anunciamiento se hizo durante una conferencia en vivo en BHT 1 y BH Radio 1, presentado por maja Miralem. Durante esta, se anunció que Dalal y Deen se unirían a la violonchelista croata Ana Rucner y al rapero bosnio Jala en la canción.
La canción «Ljubav je» también se eligió internamente. Esta se presentó durante un especial de televisión titulado BH Eurosong Show 2016 el 19 de febrero de 2016, que se llevó a cabo en el Vijećnica y fue presentado por Maja Miralem. Se prepararon una versión inglesa y bosnia de la canción. BHRT, en consulta con Tempo Production Studio, decidieron que la canción se interpretaría en bosnio en el Festival de Eurovisión.

### Festival de la Canción de Eurovisión 2016
Esta canción fue la representación bosnia en el Festival de la Canción de Eurovisión 2016.
El 25 de diciembre de 2016, se organizó un sorteo de asignación en el que se colocaba a cada país en una de las dos semifinales, además de decidir en qué mitad del certamen actuarían.
Así, la canción fue interpretada en 17º lugar durante la primera semifinal, celebrada el 10 de mayo de ese año, precedida por Islandia con Gréta Salóme interpretando «Hear them calling» y seguida por Malta con Ira losco interpretando «Walk on water». Durante la emisión del certamen, la canción no fue anunciada entre los diez temas elegidos para pasar a la final y por lo tanto no cualificó para competir en esta. Más tarde se reveló que Bosnia había quedado en undécimo puesto de los 18 países participantes de la semifinal con 104 puntos.